# Hugo Gunckel Lüer
Hugo Gunckel Lüer (Valdivia, 10 agosto 1901 – Santiago del Cile, 17 luglio 1997) è stato un naturalista e botanico cileno.

## Opere
- "Helechos de Chile" Monografías Anexos de los Anales de la Universidad de Chile, 245 pp.
- "Bibliografía Moliniana" Fondo Andrés Bello, 166 pp.